# روبي مارتن
روبي مارتن (بالإنجليزية: Robbie Martin)‏ هو لاعب كرة قدم أمريكية أمريكي، ولد في 3 ديسمبر 1958.

## وصلات خارجية
- روبي مارتن على موقع مرجع كرة القدم المحترفة.كوم (الإنجليزية)